# Мартин, Коди (баскетболист)
Коди Ли Мартин (англ. Cody Lee Martin; род. 28 сентября 1995 года в Моксвилле, Северная Каролина, США) — американский профессиональный баскетболист, играющий на позиции лёгкого форварда. Выступал за клуб Национальной баскетбольной ассоциации «Финикс Санз». Имеет брата-близнеца - Калеба Мартина.

## Студенческая карьера
Коди Мартин два сезона играл за команду университета штата Северная Каролина. По окончании второго курса он перевелся в университет Невады в Рено. Согласно правилам NCAA по переходам Коди не играл за баскетбольную команду нового университета следующий сезон. В 2018 году Коди Мартина признали лучшим оборонительным игроком Конференция Mountain West . Перед началом четвёртого курса Коди вошёл в предсезонную команду конференции Mountain West.

## Профессиональная карьера

### Шарлотт Хорнетс (2019—2025)
20 июня 2019 года был выбран на Драфте НБА «Шарлотт Хорнетс». 31 июля подписал контракт с «Хорнетс». 25 октября 2019 года Мартин дебютировал в НБА, выйдя со скамейки запасных в матче против «Миннесоты Тимбервулвз» и набрав четыре очка, четыре подбора, передачу и перехват. 29 ноября 2019 года Мартин получил свое первое назначение в филиал «Хорнетс» в Джи-Лиге НБА, «Гринсборо Сворм». 13 февраля 2020 года он набрал максимальные в сезоне 13 очков, а также восемь подборов, три передачи и три перехвата в матче с «Орландо Мэджик» (100:112). Мартин снова набрал 13 очков, а также пять подборов, четыре передачи и два перехвата в матче с «Сан-Антонио Сперс» (103:104).
25 апреля 2021 года Мартин набрал максимальные в сезоне 13 очков, а также десять подборов, пять передач и два блока в победе над «Бостон Селтикс» со счетом 125-104.
2 июля 2022 года Мартин продлил контракт с «Хорнетс» на четыре года на сумму 32 млн долларов.Он пропустил четыре из пяти предсезонных игр «Хорнетс» с тендиопатией левого колена. В стартовом матче «Хорнетс» 19 октября против «Сан-Антонио Сперс» Мартин отыграл всего 56 секунд, после чего получил травму левого квадрицепса и покинул игру. 11 ноября он перенес артроскопическую операцию на левом колене и должен был пройти повторный осмотр через четыре недели. Мартин вернулся в состав 4 января 2023 года, набрав четыре очка, четыре подбора и две передачи в матче с «Мемфис Гриззлис».

### Финикс Санз (2025)
6 февраля 2025 года Мартин, Василие Мицич и выбор второго раунда драфта 2026 года были обменяны в «Финикс Санз» на центрового Юсуфа Нуркича и выбор первого раунда драфта 2026 года. 30 июня 2025 года «Санз» отчислили игрока.

## Статистика

### Статистика в НБА
| Сезон   | Команда | Регулярный сезон | Регулярный сезон | Регулярный сезон | Регулярный сезон | Регулярный сезон | Регулярный сезон | Регулярный сезон | Регулярный сезон | Регулярный сезон | Регулярный сезон | Регулярный сезон | Серия плей-офф | Серия плей-офф | Серия плей-офф | Серия плей-офф | Серия плей-офф | Серия плей-офф | Серия плей-офф | Серия плей-офф | Серия плей-офф | Серия плей-офф | Серия плей-офф |
| Сезон   | Команда | GP               | GS               | MPG              | FG%              | 3P%              | FT%              | RPG              | APG              | SPG              | BPG              | PPG              | GP             | GS             | MPG            | FG%            | 3P%            | FT%            | RPG            | APG            | SPG            | BPG            | PPG            |
| ------- | ------- | ---------------- | ---------------- | ---------------- | ---------------- | ---------------- | ---------------- | ---------------- | ---------------- | ---------------- | ---------------- | ---------------- | -------------- | -------------- | -------------- | -------------- | -------------- | -------------- | -------------- | -------------- | -------------- | -------------- | -------------- |
| 2019/20 | Шарлотт | 48               | 3                | 18,8             | 43,0             | 23,4             | 64,6             | 3,3              | 2,0              | 0,8              | 0,2              | 5,0              | Не участвовал  | Не участвовал  | Не участвовал  | Не участвовал  | Не участвовал  | Не участвовал  | Не участвовал  | Не участвовал  | Не участвовал  | Не участвовал  | Не участвовал  |
| 2020/21 | Шарлотт | 52               | 10               | 16,3             | 44,1             | 27,6             | 58,1             | 3,1              | 1,7              | 0,7              | 0,2              | 4,0              | Не участвовал  | Не участвовал  | Не участвовал  | Не участвовал  | Не участвовал  | Не участвовал  | Не участвовал  | Не участвовал  | Не участвовал  | Не участвовал  | Не участвовал  |
| 2021/22 | Шарлотт | 71               | 11               | 26,3             | 48,2             | 38,4             | 70,1             | 4,0              | 2,5              | 1,2              | 0,5              | 7,7              | Не участвовал  | Не участвовал  | Не участвовал  | Не участвовал  | Не участвовал  | Не участвовал  | Не участвовал  | Не участвовал  | Не участвовал  | Не участвовал  | Не участвовал  |
| 2022/23 | Шарлотт | 7                | 0                | 19,1             | 38,9             | 21,4             | 57,1             | 3,4              | 1,6              | 0,6              | 0,1              | 5,0              | Не участвовал  | Не участвовал  | Не участвовал  | Не участвовал  | Не участвовал  | Не участвовал  | Не участвовал  | Не участвовал  | Не участвовал  | Не участвовал  | Не участвовал  |
| 2023/24 | Шарлотт | 28               | 22               | 26,9             | 38,1             | 31,4             | 60,6             | 3,9              | 3,7              | 1,1              | 0,6              | 7,5              | Не участвовал  | Не участвовал  | Не участвовал  | Не участвовал  | Не участвовал  | Не участвовал  | Не участвовал  | Не участвовал  | Не участвовал  | Не участвовал  | Не участвовал  |
|         | Всего   | 206              | 46               | 21,9             | 44,2             | 31,7             | 65,1             | 3,6              | 2,3              | 1,0              | 0,3              | 6,0              | Не участвовал  | Не участвовал  | Не участвовал  | Не участвовал  | Не участвовал  | Не участвовал  | Не участвовал  | Не участвовал  | Не участвовал  | Не участвовал  | Не участвовал  |

### Статистика в Джи-Лиге
| Сезон   | Команда         | Регулярный сезон | Регулярный сезон | Регулярный сезон | Регулярный сезон | Регулярный сезон | Регулярный сезон | Регулярный сезон | Регулярный сезон | Регулярный сезон | Регулярный сезон | Регулярный сезон | Серия плей-офф | Серия плей-офф | Серия плей-офф | Серия плей-офф | Серия плей-офф | Серия плей-офф | Серия плей-офф | Серия плей-офф | Серия плей-офф | Серия плей-офф | Серия плей-офф |
| Сезон   | Команда         | GP               | GS               | MPG              | FG%              | 3P%              | FT%              | RPG              | APG              | SPG              | BPG              | PPG              | GP             | GS             | MPG            | FG%            | 3P%            | FT%            | RPG            | APG            | SPG            | BPG            | PPG            |
| ------- | --------------- | ---------------- | ---------------- | ---------------- | ---------------- | ---------------- | ---------------- | ---------------- | ---------------- | ---------------- | ---------------- | ---------------- | -------------- | -------------- | -------------- | -------------- | -------------- | -------------- | -------------- | -------------- | -------------- | -------------- | -------------- |
| 2019/20 | Гринсборо Сворм | 5                | 5                | 35,5             | 58,7             | 40,0             | 100,0            | 8,2              | 4,6              | 2,0              | 0,2              | 18,4             | Не участвовал  | Не участвовал  | Не участвовал  | Не участвовал  | Не участвовал  | Не участвовал  | Не участвовал  | Не участвовал  | Не участвовал  | Не участвовал  | Не участвовал  |
|         | Всего           | 5                | 5                | 35,5             | 58,7             | 40,0             | 100,0            | 8,2              | 4,6              | 2,0              | 0,2              | 18,4             | Не участвовал  | Не участвовал  | Не участвовал  | Не участвовал  | Не участвовал  | Не участвовал  | Не участвовал  | Не участвовал  | Не участвовал  | Не участвовал  | Не участвовал  |

### Статистика в NCAA
| Сезон                   | Команда                 | Conf                    | Class                   | GP  | GS | MPG  | FG%  | 3P%  | FT%  | RPG | APG | SPG | BPG | PPG  |
| ----------------------- | ----------------------- | ----------------------- | ----------------------- | --- | -- | ---- | ---- | ---- | ---- | --- | --- | --- | --- | ---- |
| 2014/15                 | Северная Каролина Стэйт | ACC                     | FR                      | 19  | 3  | 11,4 | 47,5 | 0,0  | 52,9 | 2,0 | 1,2 | 0,5 | 0,3 | 3,4  |
| 2015/16                 | Северная Каролина Стэйт | ACC                     | SO                      | 33  | 16 | 25,9 | 46,7 | 42,9 | 59,7 | 4,4 | 2,3 | 1,2 | 0,4 | 6,0  |
| 2017/18                 | Невада                  | MWC                     | JR                      | 36  | 34 | 35,7 | 51,6 | 29,4 | 70,1 | 6,3 | 4,7 | 1,7 | 1,5 | 14,0 |
| 2018/19                 | Невада                  | MWC                     | SR                      | 34  | 34 | 34,4 | 50,5 | 35,8 | 76,3 | 4,5 | 4,9 | 1,4 | 0,7 | 12,1 |
| Всего                   | Всего                   | Всего                   | Всего                   | 122 | 87 | 19,3 | 50,1 | 32,5 | 68,9 | 3,1 | 2,4 | 0,8 | 0,5 | 6,4  |
| Северная Каролина Стэйт | Северная Каролина Стэйт | Северная Каролина Стэйт | Северная Каролина Стэйт | 52  | 19 | 20,6 | 46,9 | 21,4 | 58,3 | 3,5 | 1,9 | 0,9 | 0,4 | 5,1  |
| Невада                  | Невада                  | Невада                  | Невада                  | 70  | 68 | 35,1 | 51,1 | 33,6 | 72,5 | 5,4 | 4,8 | 1,5 | 1,1 | 13,1 |